# الروشن
الروشن هو إحد أحياء مدينة بيشة التابعة إلى منطقة عسير في المملكة العربية السعودية، ويقع حي الروشن في وسط مدينة بيشة.

## أهم معالم حي الروشن
- سوق الربوع الروشن: وهو أحد أقدم الاسواق وأشهرها في مدينة بيشة والذي يقام كل يوم أربعاء من كل أسبوع في فترة ما بعد الظهر حتى المغرب ويقع بالقرب من مقر الأمارة سابقاً[1]، وقد وصفه المؤرخ السعودي حمد الجاسر بأنه أحد أكبر الأسواق في المملكة ذلك الوقت، فقد كان يشكل أهمية كبيرة كونه محطة التقاء الكثير من التجار والمزارعين واصحاب المواشي لتسويق منتجاتهم الزراعية من التمور والحبوب والفواكه والخضار والمواشي، وقبل سنوات تم نقله من وسط المدينة ليفقد بذلك اسمه والمكان اللذان يمثلان له التاريخ، وقد ذكره العديد من الرحالة الأنجليز قبل ما يقارب من 200 عام.[2] وفي خطوة لاحقة قررت بلدية بيشة تطوير سوق ليكون معلماً سياحياً في المدينة وإعادة إحياءه من جديد.[3]

يضم الحي أيضاً عدداً من الأسواق الهامة بينها أسواق الراية وتوب سنتر و روشن مول